# Пасажери (филм, 2016)
Вижте пояснителната страница за други значения на Пасажери.
„Пасажери“ (на английски: Passengers), или „Пътници“, е американски научнофантастичен приключенски филм от 2016 г. на режисьора Мортен Тилдум със сценарист Джон Спейтс.
Главните роли се изпълняват от Дженифър Лорънс, Крис Прат, а Майкъл Шийн и Лорънс Фишбърн имат поддържащи роли. Филмът разказва за двама души, които се събуждат 90 години по-рано от предвиденото на борда на космически кораб, пътуващ за нова планета.

## Актьорски състав
- Дженифър Лорънс – Аврора Лейн, писателка
- Крис Прат – Джим Престън, машинен инженер
- Майкъл Шийн – Артър, андроид барман на Авалон
- Лорънс Фишбърн – Гас Манкузо, главен офицер на палуба
- Анди Гарсия – капитан Норис

## Заснемане
Снимките на филма започват на 15 септември 2015 г. в Pinewood Atlanta Studios в Атланта, Джорджия и приключват на 12 февруари 2016 г.